# ۸ شهریور
۸ شهریور صد و شصتمین و سومین روز سال در گاه‌شماری خورشیدی است. به پایان سال ۲۰۲ روز (۲۰۳ روز در سال کبیسه) باقی‌است.

## رویدادها
- ۱۲۸۶ - امضا شدن قرارداد سن پترزبورگ میان امپراتوری روسیه و امپراتوری بریتانیا در مورد ایران
- ۱۳۴۷ - صدرالملوک بزرگ‌نیا به‌عنوان نماینده رشتخوار و خواف در مجلس شورای ملی انتخاب شد
- ۱۳۸۰ - اعتراضات به تقسیم استان خراسان[۱]
- ۱۴۰۲ - آتش‌سوزی ۱۴۰۲ پتروشیمی غدیر
- ۱۴۰۳. کسب نخستین مدال افغانستان در بازی‌های پاراالمیپک. ذکیه خدادادی، دختر ورزشکار افغانستانی، هزاره و عضو تیم پناهندگان در پاراالمپیک پاریس ۲۰۲۴ توانست در رشته پارا تکواندوی زنان، مدال برنز را به‌دست آورد.[۲]

## زادگان
- ۱۳۳۳ - مجید قناد، مجری
- ۱۳۴۵ - فرهاد جم، بازیگر
- ۱۳۵۴ - حسین اوجاقی، ووشوکار
- ۱۳۶۴ - پریناز ایزدیار، بازیگر
- ۱۳۶۴ - احسان لشگری، کشتی‌گیر

## درگذشتگان
- ۱۲۸۶ - میرزا علی‌اصغر اتابک، سیاستمدار
- ۱۳۲۱ - حسنعلی نخودکی اصفهانی، فیلسوف
- ۱۳۶۰ - محمدعلی رجایی، دومین رئیس‌جمهور ایران[۳]
- ۱۳۶۰ - محمدجواد باهنر، دومین نخست وزیر ایران پس از انقلاب ۱۳۵۷
- ۱۳۶۴ - غلامرضا روحانی، شاعر و طنزپرداز
- ۱۳۷۴ - جلال طاهر شمس، نماینده استان مرکزی در دوره نخست مجلس خبرگان رهبری
- ۱۳۸۶ - محمود بهزاد، مترجم، مؤلف و زیست‌شناس
- ۱۳۹۴ - سید علی طباطبایی، بازیگر
- ۱۳۹۹ - سرژیک تیموریان، فوتبالیست